# (12604) Lisatate
(12604) Lisatate (1999 RC194) – planetoida z pasa głównego asteroid okrążająca Słońce w ciągu 3,62 lat w średniej odległości 2,36 j.a. Odkryta 7 września 1999 roku.